# GLADIATOR
GLADIATOR（グラジエーター）は、日本の総合格闘技団体。2004年にCMA会長の諸岡秀克により創立。2016年より櫻井雄一郎が代表を務め、大阪府を中心に開催。

## 歴史

### CMAによる設立
2003年11月に「K・O・King Fighting Championship」として旗揚げされる予定であったが、中止。
2004年6月26日・27日に韓国・ソウルの奨忠体育館で日本のCMA誠ジム全面協力のもと、「Gladiator Fighting Championship」として2日間にわたり開催。韓国初の大規模総合格闘技イベントであり、アンデウソン・シウバ、チェ・ムベ、パウロ・フィリオ、アントニオ・ホジェリオ・ノゲイラ、美濃輪育久など韓国、日本のほか、米国、ブラジル、ロシアからも選手が出場。2005年6月4日にソウルのオリンピック公園第1競技場で開催される予定であったが、選手に発給されるビザなどの都合のため計量後に中止が発表された。

### DEEPとの協力体制
2008年8月16日にDEEP事務局との共催で「日韓親善国際格闘技大会 GLADIATOR」として岡山の桃太郎アリーナで4年ぶりに開催。日韓対抗戦6試合にK-1ルール3試合、イ・ウンス対松井大二郎のCMA KPW無差別級タイトルマッチ、メインイベントとしてミノワマン対ドン・フライが組まれた。以降もDEEPとの協力体制を継続した上で定期的に開催。かつてDEEPが謳っていた「格闘おもちゃ箱イベント」をキャッチフレーズに、総合ルールのみならずキックボクシング（K-1ルールないしムエタイルール）、プロレスルールも組み込んでいる。
2012年からオクタゴンケージを導入。2015年9月27日の大阪大会では元WBC世界チャンピオンのイーグル・デン・ジュンラパンが出場し、初のボクシングルールの試合を実施。
設立から約11年間で計96回大会を開催した。

### 櫻井雄一郎による買収
2016年1月に総合格闘技道場「創道塾」の会長を務める櫻井雄一郎がGLADIATORの全権利を買収。以降プロ総合格闘技団体として活動。キック部門はアマチュア大会「CMAカイザー」としてGLADIATORから完全に独立した。同年6月19日に櫻井の地元である和歌山市の和歌山ビッグホエールで新体制後初の興行「GLADIATOR 001 in WAKAYAMA」を開催。旧体制で制定されていた王座に加え、各階級の新王者決定戦を行った。以降、大阪を中心に開催し、「DEMOLITION」（DXFC）、GRACHAN、ROAD FC、TOP FCとの対抗戦やコラボ興行を開催した。

### PROGRESS実行委員会との連携
2021年にPROGRESS実行委員会の代表である長谷川賢による日本のMMAのためのグラップリングマッチ「PROGRESS（プログレス）」の試合を行った。2023年以降モンゴル、韓国、フィリピンから多数選手を招聘し、メインカードの中から総額100万円のファイトボーナスを支給。NavEに勝利したモンゴルのニャムジャルガル・トウメンデムベレルは、Road to UFC Season 2の非トーナメント戦に出場して2連勝した。
2024年2月16日からPROGRESS実行委員会による配信限定イベント「GLADIATOR CHALLENGER SERIES」を開催し、Legacy Fighting Allianceに選手を送り出すことを発表。同大会でGLADIATORフェザー級王座を獲得した河名マストは、同年5月18日より開始するRoad to UFC Season 3への出場が決定。

## ルール
※詳細は公式サイトを参照。
原則、ユニファイド・ルールを採用し、試合場にはケージを使用。基本5分2ラウンドであり、タイトルマッチおよびメインイベント級の試合は5分3ラウンド、オープニングファイトは5分1ラウンド。反則は、頭突き、グラウンド状態の相手の頭部への蹴り、膝打撃、踏みつけなど。キックボクシング・ルールにおいて、試合時間は2分2ラウンドないし2分3ラウンド、3分3ラウンド 、3分2ラウンド+延長1ラウンド。肘攻撃は反則。

## 階級・王座
| 階級           | 重量区分          | 現王者                           | 防衛回数 |
| -------------- | ----------------- | -------------------------------- | -------- |
| ヘビー級       | -265lbs: -120.2kg | カルリ・ギブレイン               | 0        |
| ライトヘビー級 | -205lbs: -93.0kg  | 空位                             | -        |
| ミドル級       | -185lbs: -83.9kg  | 空位                             | -        |
| ウェルター級   | -170lbs: -77.1kg  | 空位                             | -        |
| ライト級       | -155lbs: -70.3kg  | 小森真誉                         | 0        |
| フェザー級     | -145lbs: -65.8kg  | パン・ジェヒョク                 | 0        |
| バンタム級     | -135lbs: -61.2kg  | 南友之輔                         | 0        |
| フライ級       | -125lbs: -56.7kg  | オトゴンバートル・ボルドバートル | 0        |
| ライトフライ級 | -120lbs: -54.4kg  | 空位                             | -        |
| ストロー級     | -115lbs: -52.2kg  | 空位                             | -        |

## 大会一覧
| 大会名                                                    | 開催年月日     | 会場                                          | 開催地           |
| --------------------------------------------------------- | -------------- | --------------------------------------------- | ---------------- |
| GLADIATOR 033 in OSAKA                                    | 2025年11月30日 | 176BOX                                        | 大阪府豊中市     |
| GLADIATOR 032 in OSAKA                                    | 2025年9月21日  | 176BOX                                        | 大阪府豊中市     |
| GLADIATOR 031 in OSAKA                                    | 2025年6月8日   | 176BOX                                        | 大阪府豊中市     |
| GLADIATOR 030 in OSAKA                                    | 2025年4月6日   | 176BOX                                        | 大阪府豊中市     |
| GLADIATOR 029 in OSAKA                                    | 2025年1月12日  | 176BOX                                        | 大阪府豊中市     |
| GLADIATOR 028 in OSAKA                                    | 2024年10月6日  | 176BOX                                        | 大阪府豊中市     |
| GLADIATOR CHALLENGER SERIES02「Matsushima vs Sodnomdorj」 | 2024年7月12日  | 配信イベント                                  | 日本の旗         |
| GLADIATOR 027 in OSAKA                                    | 2024年7月7日   | 176BOX                                        | 大阪府豊中市     |
| GLADIATOR 026 in OSAKA                                    | 2024年5月5日   | 176BOX                                        | 大阪府豊中市     |
| GLADIATOR 025 in OSAKA                                    | 2024年3月3日   | 176BOX                                        | 大阪府豊中市     |
| GLADIATOR CHALLENGER SERIES01「BANG vs KAWANA II」        | 2024年2月16日  | 配信イベント                                  | 日本の旗         |
| GLADIATOR 024 in OSAKA                                    | 2023年12月9日  | 176BOX                                        | 大阪府豊中市     |
| GLADIATOR 023 in OSAKA                                    | 2023年9月30日  | 176BOX                                        | 大阪府豊中市     |
| GLADIATOR 022 in OSAKA                                    | 2023年6月11日  | 176BOX                                        | 大阪府豊中市     |
| GLADIATOR 021 in OSAKA                                    | 2023年3月26日  | 176BOX                                        | 大阪府豊中市     |
| GLADIATOR 020 in OSAKA                                    | 2023年1月22日  | 176BOX                                        | 大阪府豊中市     |
| GLADIATOR 019 in OSAKA                                    | 2022年9月25日  | 176BOX                                        | 大阪府豊中市     |
| GLADIATOR 018 in OSAKA                                    | 2022年6月26日  | 176BOX                                        | 大阪府豊中市     |
| GLADIATOR 017 in OSAKA                                    | 2022年5月1日   | 176BOX                                        | 大阪府豊中市     |
| GLADIATOR 016 in OSAKA                                    | 2022年1月23日  | 176BOX                                        | 大阪府豊中市     |
| GLADIATOR 015 in OSAKA                                    | 2021年9月26日  | 176BOX                                        | 大阪府豊中市     |
| GLADIATOR 014 in OSAKA                                    | 2021年6月27日  | 176BOX                                        | 大阪府豊中市     |
| GLADIATOR 013 in OSAKA                                    | 2021年2月7日   | 176BOX                                        | 大阪府豊中市     |
| GLADIATOR 012×1MC in OSAKA                                | 2020年2月23日  | 東成区民センター                              | 大阪府大阪市     |
| GRACHAN42 × GLADIATOR 011                                 | 2019年12月22日 | 大田区産業プラザPIO                           | 東京都大田区     |
| GLADIATOR 010×1MC in OSAKA                                | 2019年7月7日   | 堺市産業振興センター                          | 大阪府堺市       |
| GLADIATOR 009 in OSAKA                                    | 2019年4月14日  | 城東KADO-YAがもよんホール（城東区民センター） | 大阪府堺市       |
| GRACHAN37 × GLADIATOR 008                                 | 2018年12月2日  | 大田区産業プラザPIO                           | 東京都大田区     |
| GLADIATOR × DEMOLITION Vol.2                              | 2018年9月2日   | 堺市産業振興センター                          | 大阪府堺市       |
| GLADIATOR × DEMOLITION                                    | 2018年6月3日   | 東成区民センター                              | 大阪府大阪市     |
| GLADIATOR 005 in OSAKA                                    | 2018年1月21日  | 阿倍野区民センター 大ホール                   | 大阪府大阪市     |
| GLADIATOR 004 in WAKAYAMA                                 | 2017年8月13日  | 和歌山ビッグホエール                          | 和歌山県和歌山市 |
| GLADIATOR 003 in WAKAYAMA                                 | 2017年3月5日   | 和歌山ビッグホエール                          | 和歌山県和歌山市 |
| GLADIATOR 002 in OSAKA                                    | 2016年11月23日 | 平野区民センター                              | 大阪府大阪市     |
| GLADIATOR 001 in WAKAYAMA                                 | 2016年6月19日  | 和歌山ビッグホエール                          | 和歌山県和歌山市 |

### CMA時代
| 大会名                          | 開催年月日          | 会場                                 | 開催地         |
| ------------------------------- | ------------------- | ------------------------------------ | -------------- |
| GLADIATOR 75                    | 2014年9月20日       | 名古屋市国際展示場                   | 愛知県名古屋市 |
| GLADIATOR 74                    | 2014年8月31日       | 新南陽ふれあいセンター               | 山口県周南市   |
| GLADIATOR 73                    | 2014年7月27日       | ふくやま産業交流会館                 | 広島県福山市   |
| GLADIATOR 72                    | 2014年6月29日       | 新宿FACE                             | 東京都新宿区   |
| GLADIATOR 71                    | 2014年6月15日       | アゼリア大正                         | 大阪府大阪市   |
| GLADIATOR 70                    | 2014年4月20日       | マルスジム                           | 北海道札幌市   |
| GLADIATOR 69                    | 2014年4月13日       | ナスキーホール・梅田                 | 大阪府大阪市   |
| GLADIATOR 68                    | 2014年3月30日       | 福岡スカラエスパシオ                 | 福岡県福岡市   |
| GLADIATOR 67                    | 2014年3月23日       | 岩出市民総合体育館                   | 和歌山県岩出市 |
| GLADIATOR 66                    | 2013年12月8日       | 福岡スカラエスパシオ                 | 福岡県福岡市   |
| GLADIATOR 65                    | 2013年12月1日       | ナスキーホール・梅田                 | 大阪府大阪市   |
| GLADIATOR 64                    | 2013年10月27日      | マルスジム                           | 北海道札幌市   |
| GLADIATOR 63                    | 2013年10月20日      | 広島県立広島産業会館                 | 広島県広島市   |
| GLADIATOR 62                    | 2013年10月6日       | 岩出市民総合体育館                   | 和歌山県岩出市 |
| GLADIATOR 61                    | 2013年9月29日       | ディファ有明                         | 東京都江東区   |
| GLADIATOR 60                    | 2013年9月8日        | 徳島市立体育館                       | 徳島県徳島市   |
| GLADIATOR 59                    | 2013年8月25日       | 福岡スカラエスパシオ                 | 福岡県福岡市   |
| GLADIATOR 58                    | 2013年8月4日        | ナスキーホール・梅田                 | 大阪府大阪市   |
| GLADIATOR 56                    | 2013年5月26日       | 明石市立産業交流センター             | 兵庫県明石市   |
| GLADIATOR 55                    | 2013年5月11日       | 大分イベントホール                   | 大分県大分市   |
| GLADIATOR 54                    | 2013年4月21日       | マルスジム                           | 北海道札幌市   |
| GLADIATOR 53                    | 2013年4月7日        | 高知サンピアセリーズ                 | 高知県高知市   |
| GLADIATOR 52                    | 2013年3月31日       | 岐阜産業会館                         | 岐阜県岐阜市   |
| GLADIATOR 51                    | 2013年2月24日       | スカラエスパシオ                     | 福岡県福岡市   |
| GLADIATOR 50                    | 2013年2月17日       | ナスキーホール・梅田                 | 大阪府大阪市   |
| GLADIATOR 49                    | 2012年12月16日      | ディファ有明                         | 東京都江東区   |
| GLADIATOR 48                    | 2012年11月18日      | 徳島県立産業観光交流センター         | 徳島県徳島市   |
| GLADIATOR 47                    | 2012年10月28日      | 岩出市民総合体育館                   | 和歌山県岩出市 |
| GLADIATOR 46                    | 2012年10月21日      | 水俣市総合体育館                     | 熊本県水俣市   |
| GLADIATOR 45                    | 2012年10月14日      | 広島県立広島産業会館                 | 広島県広島市   |
| GLADIATOR 44                    | 2012年9月15日       | オリンピック体育館                   | ソウル         |
| GLADIATOR 43                    | 2012年9月11日       | オレンジホール                       | 岡山県岡山市   |
| GLADIATOR 42                    | 2012年9月9日        | 新木場1stRING                        | 東京都江東区   |
| GLADIATOR 41                    | 2012年8月12日       | 山梨県立産業展示交流館アイメッセ山梨 | 山梨県甲府市   |
| GLADIATOR 40                    | 2012年8月5日        | 名古屋国際会議場                     | 愛知県名古屋市 |
| GLADIATOR 39                    | 2012年7月22日       | 博多スターレーン                     | 福岡県福岡市   |
| GLADIATOR 38                    | 2012年7月15日       | アゼリア大正                         | 大阪府大阪市   |
| GLADIATOR 37                    | 2012年6月24日       | 新木場1stRING                        | 東京都江東区   |
| GLADIATOR 36                    | 2012年6月3日        | 亀尾CH                               | 大韓民国の旗   |
| GLADIATOR 35                    | 2012年5月27日       | 新木場1stRING                        | 東京都江東区   |
| GLADIATOR 34                    | 2012年5月6日        | 岐阜産業会館                         | 岐阜県岐阜市   |
| GLADIATOR 33                    | 2012年4月22日       | 熊本市情報流通会館                   | 熊本県熊本市   |
| GLADIATOR 32                    | 2012年4月8日        | ディファ有明                         | 東京都江東区   |
| GLADIATOR 31                    | 2012年4月1日        | 広島県立広島産業会館                 | 広島県広島市   |
| GLADIATOR 30                    | 2012年3月3日        | アクロス福岡                         | 福岡県福岡市   |
| GLADIATOR 29                    | 2012年2月19日       | 刈谷市総合文化センターアイリス       | 愛知県刈谷市   |
| GLADIATOR 28                    | 2012年2月5日        | 沖縄ナムラホール                     | 沖縄県那覇市   |
| GLADIATOR 27                    | 2011年12月18日      | ディファ有明                         | 東京都江東区   |
| GLADIATOR 26                    | 2011年11月6日       | Zepp Fukuoka                         | 福岡県福岡市   |
| GLADIATOR 25                    | 2011年10月30日      | ディファ有明                         | 東京都江東区   |
| GLADIATOR 24                    | 2011年9月4日        | 千種スポーツセンター                 | 愛知県名古屋市 |
| GLADIATOR 23                    | 2011年9月3日        | 広島県立広島産業会館                 | 広島県広島市   |
| GLADIATOR 22                    | 2011年8月14日       | 岐阜産業会館                         | 岐阜県岐阜市   |
| GLADIATOR 21                    | 2011年8月6日        | 洲本市民交流センター体育館           | 兵庫県洲本市   |
| GLADIATOR 19                    | 2011年6月5日        | 新宿FACE                             | 東京都新宿区   |
| GLADIATOR 18                    | 2011年5月22日       | アクロス福岡                         | 福岡県福岡市   |
| GLADIATOR 17                    | 2011年5月21日       | 熊本市情報流通会館                   | 熊本県熊本市   |
| GLADIATOR 16                    | 2011年4月17日       | 松本めいてつショーホール             | 長野県松本市   |
| GLADIATOR 15                    | 2011年3月6日        | 川崎市体育館                         | 神奈川県川崎市 |
| GLADIATOR 14                    | 2011年2月27日       | 新宿FACE                             | 東京都新宿区   |
| GLADIATOR 13                    | 2011年1月30日       | ディファ有明                         | 東京都江東区   |
| GLADIATOR 12                    | 2010年10月17日      | 尾鷲市体育文化会館                   | 三重県尾鷲市   |
| GLADIATOR 11                    | 2010年10月9日       | ディファ有明                         | 東京都江東区   |
| GLADIATOR 10                    | 2010年10月3日       | 新宿FACE                             | 東京都新宿区   |
| GLADIATOR 9                     | 2010年8月21日       | アクロス福岡                         | 福岡県福岡市   |
| GLADIATOR 8                     | 2010年7月24日       | ディファ有明                         | 東京都江東区   |
| GLADIATOR 7                     | 2010年6月27日       | 札幌テイセンホール                   | 北海道札幌市   |
| GLADIATOR 6                     | 2010年4月25日       | 神戸サンボーホール                   | 兵庫県神戸市   |
| GLADIATOR 5                     | 2009年11月3日       | 岡山武道館                           | 岡山県岡山市   |
| GLADIATOR 4                     | 2009年8月22日       | 函館市民体育館                       | 北海道函館市   |
| GLADIATOR 3                     | 2008年8月16日       | 岡山県総合グラウンド体育館           | 岡山県岡山市   |
| GLADIATOR Fighting Championship | 2004年5月26日・27日 | オリンピック体育館                   | ソウル         |